# 곽영 (1335년)
궈잉(郭英(곽영), 1335년 6월 16일 ~ 1403년 2월 17일)은 중국 명(明) 황조의 무신 관료(武臣 官僚)이자 군인 겸 정치인이며 외교관이다. 명 태조 홍무제 주원장(明 太祖 洪武帝 朱元璋)의 총신(寵臣) 중 일원이었다.
그의 여동생 영비 곽씨(寧妃 郭氏)는 명 태조 홍무제 주원장(明 太祖 洪武帝 朱元璋)의 측실(후궁)이다.

## 생애
원나라 안후이 성 하오저우에서 출생하여 지난날 한때 원나라 산둥 성 쥐예에서 잠시 유아기를 보낸 적이 있는 그는 아직 원나라 시대 말기부터 협객(俠客)들과 어울려 사귀었으며, 원나라 말기 시절 홍건도(紅巾徒)를 봉기하였는데 당시 그의 주원장(朱元璋) 장군을 주군(主君)이자 사부(師父)로 모시었으며, 탕화(湯和) 장군을 사숙(師叔)으로 모시었고 주원장(朱元璋) 수하에서 여러 번 홍건도 전공을 세웠으며, 특히 그의 주군(主君)인 주원장(朱元璋)이 그의 여동생을 측실(側室)로 삼았으니 훗날의 영비 곽씨(寧妃 郭氏)이다.